# Liste der Kulturdenkmäler in Geisenheim
Die folgende Liste enthält die in der Denkmaltopographie ausgewiesenen Kulturdenkmäler auf dem Gebiet  der  Stadt Geisenheim, Rheingau-Taunus-Kreis, Hessen.
Hinweis: Die Reihenfolge der Denkmäler in dieser Liste orientiert sich zunächst an Stadtteilen und anschließend der Anschrift, alternativ ist sie auch nach der Bezeichnung, der vom Landesamt für Denkmalpflege vergebenen Nummer oder der Bauzeit sortierbar.
Kulturdenkmäler werden fortlaufend im Denkmalverzeichnis des Landes Hessen durch das Landesamt für Denkmalpflege Hessen auf Basis des Hessischen Denkmalschutzgesetzes (HDSchG) geführt. Die Schutzwürdigkeit eines Kulturdenkmals hängt nicht von der Eintragung in das Denkmalverzeichnis des Landes Hessen oder der Veröffentlichung in der Denkmaltopographie ab.

Das Vorhandensein oder Fehlen eines Objekts in dieser Liste ist keine rechtsverbindliche Auskunft darüber, ob es Kulturdenkmal ist oder nicht: Diese Liste entspricht möglicherweise nicht dem aktuellen Stand der offiziellen Denkmaltopographie. Diese ist für Hessen in den entsprechenden Bänden der Denkmaltopographie Bundesrepublik Deutschland und im Internet unter DenkXweb – Kulturdenkmäler in Hessen einsehbar. Auch diese Quellen sind, obwohl sie durch das Landesamt für Denkmalpflege Hessen aktualisiert werden, nicht immer aktuell, da es im Denkmalbestand immer wieder Änderungen gibt.
Eine verbindliche Auskunft erteilt allein das Landesamt für Denkmalpflege Hessen.
Nutze diese Kartenansicht, um Koordinaten in der Liste zu setzen. In dieser Kartenansicht sind Kulturdenkmale ohne Koordinaten mit einem roten bzw. orangen Marker dargestellt und können in der Karte gesetzt werden. Kulturdenkmale ohne Bild sind mit einem blauen bzw. roten Marker gekennzeichnet, Kulturdenkmale mit Bild mit einem grünen bzw. orangen Marker.

## Geisenheim

### Gesamtanlagen mit besonderem Ensembleschutz
| Bild                             | Bezeichnung                      | Lage | Beschreibung | Bauzeit | Objekt-Nr. |
| -------------------------------- | -------------------------------- | ---- | --- | ------- | ---------- |
| Gesamtanlage Ortskern Geisenheim | Gesamtanlage Ortskern Geisenheim | Lage | Beinstraße 2–32 (Ost) und 19–25 (West); Behlstraße 1–14 (Ost) und 8–15 (West); Bischof-Blum-Platz 3–12 einschließlich kath. Pfarrkirche mit Kirchhof; Burggraben 3a; Hospitalstraße 2–5 (Nord) und 1–7 (Süd); Karl-Erhard-Platz 1–8; Lindenplatz 1, 2; Prälat-Werthmann-Straße 1–27, 33, 36 (Ost) und 2–6, 11–26, 31–37 (West); Rheinstraße 1–6 (West) und 1a–7 (Ost); Römerberg 1, 2, 5 (West) und 1a–10 (Ost); Rüdesheimer Straße 15–35 (Süd) und 42–46 (Nord); Steinheimer Straße 1–7 (West) und 2–10 (Ost); Winkeler Straße 47–53, 57–67 (Süd); Zollstraße 4, 6, 7, 8 (Nord) und 8a–9 (Süd) |         | 130095 DDB |

| Bild            | Bezeichnung                  | Lage | Beschreibung                                                                        | Bauzeit | Objekt-Nr. |
| --------------- | ---------------------------- | ---- | ----------------------------------------------------------------------------------- | ------- | ---------- |
| Bild gesucht BW | Gesamtanlage Winkeler Straße | Lage | Winkeler Straße 71–91, 93–97, 103, 111–115 (Südseite) und 70–78, 92–100 (Nordseite) |         | 130096 DDB |

### Bachweg
| Bild            | Bezeichnung          | Lage                                      | Beschreibung | Bauzeit                                  | Objekt-Nr. |
| --------------- | -------------------- | ----------------------------------------- | --- | ---------------------------------------- | ---------- |
| Bild gesucht BW | Dreifaltigkeitssäule | Bachweg 75 LageFlur: 28, Flurstück: 23/24 | Säule aus rotem Sandstein mit korinthischem Kapitell, darauf dreiseitiger Bildaufsatz (eine Seite leer, eine Seite zeigt den verklärten Heiland, eine Seite die Marienkrönung). Früher in der Feldflur am alten Pilgerweg nach Marienthal und Nothgottes, jetzt im Garten eines Wohnhauses. | 1757 (1991 restauriert, Sockel erneuert) | 130094 DDB |

### Bahnstraße
| Bild           | Bezeichnung                                          | Lage                                                                 | Beschreibung | Bauzeit | Objekt-Nr. |
| -------------- | ---------------------------------------------------- | -------------------------------------------------------------------- | --- | --- | ---------- |
| weitere Bilder | Schloss Kosakenberg (Weingut Freiherr von Zwierlein) | Bahnstraße 1, 2, 5, 6 LageFlur: 15, Flurstück: 6/3, 6/5, 6/6, 7, 8/1 | Ehemals Ingelheimer Hof. Zweiflügeliges Herrenhaus, massiv und verputzt. Über 10 Achsen langgestreckter Hauptflügel mit hohem Walmdach. Vor dem rechteckigen Eingang Vorhalle mit aufgesetztem rechteckigem Erker mit Sonnenuhr. Rechtwinklig anschließender Ostflügel mit niedrigem Walmdach, an der Mitte zur Gartenseite (nach Osten) breitgelagertes Zwerchhaus. Weitläufige Kelleranlagen aus verschiedenen Epochen. Östlich abschließender, durch eine hohe Mauer mit vermauertem Portal umgrenzter, weiträumiger Park (als Grünfläche mit geringen Resten alten Baumbestands erhalten). Im Hof zwei alte Platanen, in der Südwestecke neugotisches Wirtschaftsgebäude und ein schlichtes Nebengebäude, das die 1706 errichtete, klassizistisch umgebaute Kapelle enthielt. | Hauptflügel im Kern aus dem 16. Jahrhundert. Ostflügel etwas jünger, bezeichnet 1683, Zwerchhaus aus der 1. Hälfte des 19. Jahrhunderts. Neugotisches Wirtschaftsgebäude des 19. Jahrhunderts. Nebengebäude (ehem. Kapelle) im Kern von 1706. | 129957 DDB |
| weitere Bilder | Weingut Gebr. Grimm – Sektkellerei Bardong           | Bahnstraße 7 LageFlur: 13, Flurstück: 10/5, 10/6, 259/1              | Julius Rheinberg gründete im Jahre 1880 die Champagnerfabrik "Schloss Rheinberg". Unter Isaak Loewenthal 1881 bis 1888 Ausbau zur "Champagnerfabrik Schloss Rheinberg & Co." Heinrich Waldeck übernahm die Firma vor 1940, firmiert wurde ab da unter dem Namen "Schloss Waldeck" bis 1973. Seit 1984 Weingut Gebr. Grimm und Sektmanufaktur Bardong. | Villa von 1872 | 130099 DDB |

### Behlstraße
| Bild                     | Bezeichnung              | Lage                                        | Beschreibung | Bauzeit                | Objekt-Nr. |
| ------------------------ | ------------------------ | ------------------------------------------- | --- | ---------------------- | ---------- |
| Wohn- und Geschäftshaus  | Wohn- und Geschäftshaus  | Behlstraße 1 LageFlur: 15, Flurstück: 72/34 | Langgestreckter Traufenbau mit Fachwerkobergeschoss über massivem Obergeschoss. Städtebaulich bedeutendes Element der geschlossenen Straßenbebauung. | spätes 18. Jahrhundert | 129959 DDB |
| Wohn- und Geschäftshaus  | Wohn- und Geschäftshaus  | Behlstraße 4 LageFlur: 17, Flurstück: 33/18 | Langgestreckter Gebäudekomplex aus ehemals zwei Traufenhäusern. Konstruktives Fachwerk an der Traufseite des Obergeschosses (ursprünglich verputzt). | spätes 18. Jahrhundert | 129960 DDB |
| Wohn- und Geschäftshaus  | Wohn- und Geschäftshaus  | Behlstraße 9 LageFlur: 15, Flurstück: 22/1  | Massiver Putzbau. Bestandteil der geschlossenen Straßenbebauung. | frühes 19. Jahrhundert | 129961 DDB |
| Ehemaliger Zwierleinshof | Ehemaliger Zwierleinshof | Behlstraße 21 LageFlur: 15, Flurstück: 5/23 | Hof im 16. Jhd. im Besitz der Familie von Stockheim (Wappenschild und Jahreszahl 1549). Gebäude im 18. Jhd. unter Christian Jacob von Zwierlein (1737–1793) erneuert. Umbau durch seinen Sohn Hans Carl von Zwierlein (1768–1850). Heute durch Modernisierungsmaßnahmen gravierend verändert (in Mietwohnungen aufgeteilt). |                        | 129962 DDB |

### Beinstraße
| Bild            | Bezeichnung               | Lage                                                                                         | Beschreibung | Bauzeit | Objekt-Nr. |
| --------------- | ------------------------- | -------------------------------------------------------------------------------------------- | --- | ------- | ---------- |
| Bild gesucht BW |                           | Beinstraße 1, Brentanostraße 11/13, Beinstraße LageFlur: 20, Flurstück: 29/2, 66/9, 7/1, 7/2 | |         | 404083 DDB |
| Fachwerkhaus    | Fachwerkhaus              | Beinstraße 8 LageFlur: 17, Flurstück: 287/111                                                | Spätgotisches Fachwerkhaus mit Satteldach mit jüngerem Anbau | 15. Jh. | 130140 DDB |
| weitere Bilder  | Bachelin-Haus             | Beinstraße 9 LageFlur: 20, Flurstück: 3/15                                                   | Ehemaliges Wohnhaus der Familie Bachelin. Im Hauptwohnraum handgemalte Papiertapete, entstanden um 1822/23. Älteste in einem bürgerlichen Haus bekannte handgemalte Tapete Deutschlands                                                                      | um 1695 | 129963 DDB |
| Kulturscheune   | Kulturscheune             | Beinstraße 11 LageFlur: 20, Flurstück: 3/15                                                  | Ehemaliges Kelterhaus des Bachelin'schen Anwesens. Ab 1940 im Besitz des Weinhändlers Georg Görisch ("Görisch-Scheune"). Ankauf durch die Stadt Geisenheim Anfang der 1970er Jahre. Kulturtreff seit Dezember 1990                                           |         | 129965 DDB |
| weitere Bilder  | Ehemaliges Parkrestaurant | Beinstraße 26 LageFlur: 17, Flurstück: 107                                                   | Ehemaliges Parkrestaurant der Familie Fatscher. Architekt: Georg Hartmann, Geisenheim. Verputzter Bau mit verschiefertem Walmdach über rechteckigem Grundriss. Zur Beinstraße orientierte Schmalseite als Schaufassade mit Stilelementen der Neorenaissance. | 1896    | 129966 DDB |

### Berliner Straße
| Bild           | Bezeichnung        | Lage                                                                     | Beschreibung                                                                             | Bauzeit                               | Objekt-Nr. |
| -------------- | ------------------ | ------------------------------------------------------------------------ | ---------------------------------------------------------------------------------------- | ------------------------------------- | ---------- |
| weitere Bilder | Bahnhof Geisenheim | Berliner Straße 2, Berliner Straße LageFlur: 15, Flurstück: 10/13, 10/16 | standardisierter Typenbau mit Güterhalle, wahrscheinlich nach einem Entwurf Paul Rowalds | 1886, erweitert 1900. Güterhalle 1920 | 129919 DDB |

### Bierstraße
| Bild           | Bezeichnung    | Lage                                      | Beschreibung | Bauzeit                              | Objekt-Nr. |
| -------------- | -------------- | ----------------------------------------- | --- | ------------------------------------ | ---------- |
| weitere Bilder | Weingut Hebauf | Bierstraße 3 LageFlur: 16, Flurstück: 119 | Viereckig geschlossene Hofanlage. Im Hof zurückliegend das im Kern romanische Wohnhaus mit Front nach der Bierstraße aus verputztem Fachwerk und verschiefertem Mansarddach. Die jetzt unverputzte Westgiebelwand lässt den Umfang des romanischen Baus erkennen und enthält ein vermauertes Rundbogentor sowie Rundbogenfenster aus dem späten 12. Jahrhundert. Als eines der seltenen Relikte romanischen Profanbaus im Rheingau von hoher wissenschaftlicher und stadtbaugeschichtlicher Bedeutung. | um 1714 auf Bestand aus dem 12. Jhd. | 129967 DDB |

### Bischof-Blum-Platz
| Bild                     | Bezeichnung                           | Lage | Beschreibung                                                                              | Bauzeit | Objekt-Nr. |
| ------------------------ | ------------------------------------- | --- | ----------------------------------------------------------------------------------------- | --- | ---------- |
| Bild gesucht BW          | Mariensäule                           | Bischof-Blum-Platz LageFlur: 17, Flurstück: 216/1                                                                                       | Kopie                                                                                     | Original mit Inschrift 1720; Kopie 1989                                                                              | 129964 DDB |
| Longfellow-Brunnen       | Longfellow-Brunnen                    | Bischof-Blum-Platz LageFlur: 17, Flurstück: 216/1                                                                                       |                                                                                           | 1823 | 129968 DDB |
| Hl. Johannes von Nepomuk | Hl. Johannes von Nepomuk              | Bischof-Blum-Platz LageFlur: 17, Flurstück: 216/1                                                                                       | Kopie des Originals von 1755                                                              | 1939 | 130112 DDB |
| weitere Bilder           | Kath. Pfarrkirche zur Kreuzauffindung | Bischof-Blum-Platz 1, Zollstraße 4, Römerberg, Bischof-Blum-Platz LageFlur: 14, 17, Flurstück: 142/2, 188, 190, 216/1, 346/189, 347/189 | Bruchsteinbau mit Sandsteingliederung                                                     | im Kern 12. Jhd.; spätgotischer Chor von 1510; 1837-42 umfassender Umbau durch Philipp Hoffmann im neugotischen Stil | 130098 DDB |
| Bild gesucht BW          | Denkmal                               | Bischof-Blum-Platz 1 LageFlur: 17, Flurstück: 346/189                                                                                   | Denkmal oder Grabmal mit Urnenbekrönung                                                   | vielleicht 1810 | 130113 DDB |
| weitere Bilder           | Kriegerdenkmal                        | Bischof-Blum-Platz 1 LageFlur: 17, Flurstück: 346/189                                                                                   | Ehrenmal für die Teilnehmer des Feldzuges 1870/71. Gestiftet vom Kriegerverein Geisenheim | | 130123 DDB |
| Bild gesucht BW          | Ehemalige Frühmesserei                | Bischof-Blum-Platz 3 LageFlur: 17, Flurstück: 184, 185                                                                                  |                                                                                           | | 129969 DDB |
|                          |                                       | Bischof-Blum-Platz 4 LageFlur: 17, Flurstück: 209/2                                                                                     |                                                                                           | | 129850 DDB |
| Bild gesucht BW          |                                       | Bischof-Blum-Platz 5 LageFlur: 17, Flurstück: 183                                                                                       |                                                                                           | | 129851 DDB |
| Bild gesucht BW          |                                       | Bischof-Blum-Platz 6 LageFlur: 17, Flurstück: 182                                                                                       |                                                                                           | | 129852 DDB |
| Café am Dom              | Café am Dom                           | Bischof-Blum-Platz 8 LageFlur: 17, Flurstück: 316/172                                                                                   | Fachwerkhaus                                                                              | 2. Hälfte des 17. Jhds.                                                                                              | 129970 DDB |
| Bild gesucht BW          |                                       | Bischof-Blum-Platz 9 LageFlur: 17, Flurstück: 168/3                                                                                     |                                                                                           | | 129853 DDB |
|                          |                                       | Bischof-Blum-Platz 10 LageFlur: 17, Flurstück: 163/5                                                                                    |                                                                                           | | 129854 DDB |
| Bild gesucht BW          |                                       | Bischof-Blum-Platz 11 LageFlur: 17, Flurstück: 296/166                                                                                  |                                                                                           | | 129859 DDB |
| Bild gesucht BW          |                                       | Bischof-Blum-Platz 12 LageFlur: 17, Flurstück: 288/164                                                                                  |                                                                                           | | 129860 DDB |

### Blaubachstraße
| Bild           | Bezeichnung                                                                | Lage                                              | Beschreibung | Bauzeit                           | Objekt-Nr. |
| -------------- | -------------------------------------------------------------------------- | ------------------------------------------------- | --- | --------------------------------- | ---------- |
| Wohngebäude    | Wohngebäude                                                                | Blaubachstraße 5 LageFlur: 16, Flurstück: 165/124 | Schlichtes, traufständiges, massives Wohngebäude mit Satteldach und Hofdurchfahrt. Geburtshaus des Prälaten Dr. Lorenz Werthmann (1858-1921), Gründer des deutschen Caritas-Verbandes. | 19. Jh.                           | 129971 DDB |
| Fachwerkhaus   | Fachwerkhaus                                                               | Blaubachstraße 8 LageFlur: 16, Flurstück: 123     | Fachwerkhaus mit ungewöhnlich breiter Giebelfront und Krüppelwalm über winkelförmigem Grundriss. | 18. Jh. (im Kern älter)           | 129972 DDB |
| weitere Bilder | Institutsgebäude Kellerwirtschaft/Weinbau der Forschungsanstalt Geisenheim | Blaubachstraße 19 LageFlur: 16, Flurstück: 82/3   | Ehemaliges Weingut Franz Jann und Söhne, 1903 durch die Forschungsanstalt angekauft und ausgebaut. Traufständiges, zweigeschossiges Massivgebäude mit regelmäßiger, klassizistischer Putzfassade. Langgestrecktes Kellereigebäude auf demselben Grundstück in einiger Entfernung an der Mühlstraße. | um 1850, Kellereigebäude von 1906 | 129973 DDB |

### Brentanostraße
| Bild           | Bezeichnung                                       | Lage                                                   | Beschreibung | Bauzeit                                                                                                | Objekt-Nr. |
| -------------- | ------------------------------------------------- | ------------------------------------------------------ | --- | --- | ---------- |
| weitere Bilder | Institutsgebäude der Forschungsanstalt Geisenheim | Brentanostraße 9 LageFlur: 20, Flurstück: 71/10, 81/11 | Ensemble aus drei Gebäuden unterschiedlicher Bauphasen: Zweigeschossiger verputzter, im Übergang vom Spätbarock zum Frühklassizismus angesiedelter Landhaustyp auf langgestrecktem Grundriss (ehem. von Teng'sches Weingut). Daran nördlich angebaut ein Ziegelbau mit Schieferdach, im Stil der schon vorhandenen Anstaltsbauten. Gegenüber ein weiterer Ziegelbau aus zwei- und dreigeschossigen Bauteilen mit rundbogigen Fenstern und traditionellen Krüppelwalmdächern. Das Gelände war ursprünglich durch eine mittlerweile abgebrochene Fußgängerbrücke über die Bahnstrecke direkt mit dem nördlich gelegenen Institutsgelände verbunden. | Teng'sches Haus vom Ende des 18. Jahrhunderts, nördlicher Anbau von 1880-86 Weiteres Gebäude von 1901. | 129920 DDB |

### Burggraben
| Bild          | Bezeichnung   | Lage                                        | Beschreibung | Bauzeit   | Objekt-Nr. |
| ------------- | ------------- | ------------------------------------------- | --- | --------- | ---------- |
| Alte Apotheke | Alte Apotheke | Burggraben 3a LageFlur: 17, Flurstück: 30/1 | Am Blaubauch gelegener zweigeschossiger, von Historismus und Heimatstil beeinflusster Eckbau. Erbaut als Wohnhaus und Apotheke im Auftrag der Familie Grandjean, Architekt: Georg Hartmann, Geisenheim. | 1909–1910 | 129974 DDB |
| Hofreite      | Hofreite      | Burggraben 5 LageFlur: 17, Flurstück: 47    | Giebelständiges Wohnhaus mit Satteldach und massivem Erdgeschoss. Obergeschoss Fachwerk. Nördlich angrenzend eingeschossiger Wirtschaftsbau mit Toreinfahrt.                                            | um 1700   | 129855 DDB |

### Chauvignystraße
| Bild                                       | Bezeichnung                                                        | Lage                                               | Beschreibung | Bauzeit | Objekt-Nr. |
| ------------------------------------------ | ------------------------------------------------------------------ | -------------------------------------------------- | --- | ------- | ---------- |
| weitere Bilder                             | MAN Roland Druckmaschinen AG, ehemals Maschinenfabrik Johannisberg | Chauvignystraße 19 LageFlur: 12, Flurstück: 167/8  | Nördliche und Südliche Halle mit Treppentürmen. Stahlskelettkonstruktion nach Plänen des Architekten Georg Hartmann, Geisenheim | 1907    | 130092 DDB |
| Klein's Gasthaus, auch Villa am Stolpereck | Ehemaliges Klein's Gasthaus                                        | Chauvignystraße 27 LageFlur: 12, Flurstück: 167/38 | Villenartiges Gebäude mit historisierender Backsteinfassade                                                                     | um 1895 | 130111 DDB |

### Dr.-Schramm-Straße
| Bild           | Bezeichnung    | Lage                                               | Beschreibung | Bauzeit   | Objekt-Nr. |
| -------------- | -------------- | -------------------------------------------------- | --- | --------- | ---------- |
| Rheingauschule | Rheingauschule | Dr.-Schramm-Straße 1 LageFlur: 19, Flurstück: 1/17 | Zweigeschossiger Massivbau, verputzt, mit Bruchsteinsockel und Eckquaderungen. Langgestreckter, rechteckiger Haupttrakt mit verschiefertem Walmdach. | 1911–1928 | 129976 DDB |

### Heidestraße
| Bild            | Bezeichnung | Lage                                              | Beschreibung                                                                               | Bauzeit | Objekt-Nr. |
| --------------- | ----------- | ------------------------------------------------- | ------------------------------------------------------------------------------------------ | ------- | ---------- |
| Bild gesucht BW | Brücke      | Blaubach Heidestraße LageFlur: 57, Flurstück: 133 | Brücke über den Blaubach. Traditionelle Brückenform mit Gewölbe und Wangen aus Bruchstein. |         | 130137 DDB |

### Hospitalstraße
| Bild                     | Bezeichnung                      | Lage                                                     | Beschreibung | Bauzeit                   | Objekt-Nr. |
| ------------------------ | -------------------------------- | -------------------------------------------------------- | --- | ------------------------- | ---------- |
| weitere Bilder           | Alter Friedhof mit Ehrenfriedhof | Hospitalstraße LageFlur: 16, 27, Flurstück: 2, 4, 244/52 | Alter Friedhof von 1822. Schnittpunkt der Hauptwege markiert durch eine Rotunde mit zentralem Hochkreuz aus Sandstein. Friedhofskapelle vermutlich vom Ende des 19. Jahrhunderts, später verändert, davor Rest eines gusseisernen Pumpenbrunnens. Entlang der Hauptlängsachse Thujaallee, 1877 von Freiherr von Lade gestiftet. Eiserne Gittertore zwischen Sandsteinpfosten unterbrechen die umgebende verputzte Natursteinmauer. Erhaltene Grabmale mit größtenteils erheblichem historischem und handwerklich-künstlerischem Wert, u. a.: - Grabstein Jakob Burgeff (1827) - Mausoleum der Familie Generalkonsul Eduard von Lade (1864) - Grablege Familie Simmler, gräfl. Ingelheimischer Kanzleirat (1835) - Grabsteine der Familien Jann, Maurer, Gutmann, Quittmann, Eder, von Brentano, Pulch, Beitz, Müller, Scherer, Kilb, Schamari-Gietz, Ostern, Hissenauer - Direktor Dr. Emil Stetter (1901) - Ruhestätte Familie Anton Waas Ehrenfriedhof von 1925/1966. Ehrenhalle in Form eines antikisierenden Tempels, 1927 nach Plänen Georg Hartmanns errichtet. | ab 1822                   | 129977 DDB |
| Ehemaliges Feuerwehrhaus | Ehemaliges Feuerwehrhaus         | Hospitalstraße 18 LageFlur: 16, Flurstück: 5/1           | Backsteinbau aus rohen Feldbrandziegeln mit verputzter Schaufassade. Quadratischer Schlauchturm aus Backstein mit Aufsatz aus konstruktivem Fachwerk und Zeltdach mit kleiner Aussichtsplattform. | Ende des 19. Jahrhunderts | 129978 DDB |
| weitere Bilder           | Hl. Sebastian                    | Hospitalstraße 24 LageFlur: 27, Flurstück: 67/9          | Kopie einer an der Abbiegung des Kreuzwegs aufgestellten Skulptur des hl. Sebastian aus hellem Sandstein auf hohem Sockel. Original laut Stifterinschrift gestiftet von Anna Clara Caludin. | Original von 1754         | 130129 DDB |

### Kapellenstraße
| Bild           | Bezeichnung | Lage                                             | Beschreibung | Bauzeit | Objekt-Nr. |
| -------------- | ----------- | ------------------------------------------------ | --- | --- | ---------- |
| weitere Bilder | Hofanlage   | Kapellenstraße 10 LageFlur: 20, Flurstück: 95/59 | Stattliche Hofanlage. Massives Wohnhaus an der Ecke Rheinstraße / Kapellenstraße mit verschiefertem Satteldach zwischen zwei Schildgiebeln. Nach Westen anschließendes wohlerhaltenes Wohnhaus aus Ziegelmauerwerk mit überdachter Loggia im Obergeschoss. | im Kern vielleicht 16. Jahrhundert, bezeichnet 1746; westlich angrenzendes Wohnhaus aus der 2. Hälfte des 19. Jahrhunderts | 129991 DDB |

### Kirchspiel
| Bild         | Bezeichnung  | Lage                                       | Beschreibung | Bauzeit | Objekt-Nr. |
| ------------ | ------------ | ------------------------------------------ | --- | ------- | ---------- |
| Fachwerkhaus | Fachwerkhaus | Kirchspiel 5 LageFlur: 16, Flurstück: 14/2 | Fachwerkobergeschoss über massivem Erdgeschoss. Traufseite im Norden an einen (nicht mehr sichtbaren) Rest der Stadtmauer angelehnt. | 1588    | 129856 DDB |

### Langestraße
| Bild            | Bezeichnung | Lage                                       | Beschreibung | Bauzeit | Objekt-Nr. |
| --------------- | ----------- | ------------------------------------------ | ------------ | ------- | ---------- |
| Bild gesucht BW | Pietà       | Langestraße 2 LageFlur: 9, Flurstück: 97/4 |              |         | 129958 DDB |

### Lindenplatz
| Bild                         | Bezeichnung                  | Lage                                         | Beschreibung | Bauzeit                                                      | Objekt-Nr. |
| ---------------------------- | ---------------------------- | -------------------------------------------- | --- | ------------------------------------------------------------ | ---------- |
| weitere Bilder               | Linde                        | Lindenplatz LageFlur: 17, Flurstück: 133     | Markt- und Gerichtslinde | erstmals erwähnt 1585. Gusseisernes Gestell aus dem 19. Jhd. | 129980 DDB |
| Marktbrunnen (Lindenbrunnen) | Marktbrunnen (Lindenbrunnen) | Lindenplatz LageFlur: 17, Flurstück: 133     | Klassizistischer Brunnen aus hellem Marmor in Form einer sich verjüngenden runden Säule mit Lorbeergehänge, seitlich am quadratischen Sockel zwei Schalen. Jetzt auf neuerem Betonunterbau mit zusätzlichem drittem Wasserauslauf in ein niedrigeres Becken. | 1823                                                         | 130120 DDB |
| Gasthaus zur Linde           | Gasthaus zur Linde           | Lindenplatz 2 LageFlur: 17, Flurstück: 129/1 | Traufständiger Massivbau mit rundbogiger Hofdurchfahrt. | 1. Hälfte des 18. Jahrhunderts                               | 129981 DDB |

### Mühlstraße
| Bild           | Bezeichnung     | Lage                                        | Beschreibung | Bauzeit | Objekt-Nr. |
| -------------- | --------------- | ------------------------------------------- | --- | ------- | ---------- |
| weitere Bilder | Ehemalige Mühle | Mühlstraße 6 LageFlur: 16, Flurstück: 18/14 | Außerhalb des alten Ortskerns am Blaubach gelegene Mühle, vielleicht ehemalige Zwierlein'sche Mühle. Massives Erd- und Sockelgeschoss, darüber verputztes Fachwerk mit Krüppelwalmdach. Gebäude äußerlich stark verändert, jedoch besondere geschichtliche Bedeutung als letztes erkennbares Mühlengebäude von ehemals etwa sieben Mühlen im Gemarkungsgebiet. | um 1700 | 129979 DDB |

### Prälat-Werthmann-Straße
| Bild                               | Bezeichnung                        | Lage                                                                                       | Beschreibung | Bauzeit                                                      | Objekt-Nr. |
| ---------------------------------- | ---------------------------------- | ------------------------------------------------------------------------------------------ | --- | ------------------------------------------------------------ | ---------- |
| weitere Bilder                     | Weingut Graf-Müller                | Prälat-Werthmann-Straße 1 LageFlur: 17, Flurstück: 283/170                                 | Eckgebäude mit massivem Erdgeschoss, Fachwerkobergeschoss und verschiefertem Walmdach. Zur Platzecke (Bischof-Blum-Platz) Hausmadonna auf geschnitzter Konsole.                                                               | Haus mit Inschrift ANNO 1732. Madonna 18. Jhd.               | 129982 DDB |
| Fachwerkhaus                       | Fachwerkhaus                       | Prälat-Werthmann-Straße 3 LageFlur: 17, Flurstück: 171                                     | Dreigeschossiges, traufständiges Fachwerkhaus. Ursprünglich mit massivem Erdgeschoss und Hofdurchfahrt, mittlerweile als Ladenlokal modern verändert. Darüber zwei verputzte Fachwerkgeschosse und hohes, steiles Satteldach. | 17. Jh., im Kern evtl. älter, Fassade im 19. Jh. umgestaltet | 129983 DDB |
| Fachwerkhaus                       | Fachwerkhaus                       | Prälat-Werthmann-Straße 7 LageFlur: 17, Flurstück: 122                                     | Kleines, traufständiges Fachwerkhaus innerhalb der geschlossenen Zeile. Massives Erdgeschoss mit Toreinfahrt und modernem Ladeneinbau. Obergeschoss mit dekorativem Sichtfachwerk, darüber verschiefertes Satteldach.         | 17. Jh.                                                      | 129984 DDB |
| Bild gesucht BW                    |                                    | Prälat-Werthmann-Straße 12 LageFlur: 17, Flurstück: 116/3                                  | |                                                              | 129985 DDB |
| Bild gesucht BW                    |                                    | Prälat-Werthmann-Straße 13 LageFlur: 17, Flurstück: 112                                    | |                                                              | 129986 DDB |
| Ehemalige Leopold-Bausinger-Schule | Ehemalige Leopold-Bausinger-Schule | Prälat-Werthmann-Straße 21 LageFlur: 17, Flurstück: 92/4                                   | Langgestreckter, in die geschlossene Zeile eingebundener Baukörper in neoklassizistischen Formen. | 1883                                                         | 129987 DDB |
| Hofanlage                          | Hofanlage                          | Prälat-Werthmann-Straße 35, Prälat-Werthmann-Straße 31 LageFlur: 17, Flurstück: 81/3, 81/4 | Langgestreckter, traufständiger Massivbau mit rundbogiger Durchfahrt. | 18. Jh.                                                      | 129990 DDB |

### Rheinanlagen
| Bild           | Bezeichnung          | Lage                                                                | Beschreibung                                                                                              | Bauzeit                     | Objekt-Nr. |
| -------------- | -------------------- | ------------------------------------------------------------------- | --- | --------------------------- | ---------- |
| weitere Bilder | Jagdflieger-Ehrenmal | Geisenheimer Anbau (bei Rheinanlagen) LageFlur: 23, Flurstück: 1/61 | Ehrenmal zum Gedenken an die toten Jagdflieger aller Völker nach Plänen des Bildhauers Klaus Seelenmeyer. | Einweihung 17. Oktober 1959 | 130036 DDB |

### Rheinstraße
| Bild            | Bezeichnung                                        | Lage | Beschreibung | Bauzeit               | Objekt-Nr. |
| --------------- | -------------------------------------------------- | --- | --- | --------------------- | ---------- |
| weitere Bilder  | Wohnhaus                                           | Rheinstraße 1a, Rheinstraße LageFlur: 17, Flurstück: 131/1, 131/2                                                               | Nach Art eines schlichten Jugendstil-Landhauses errichtet, vereinigt das Wohnhaus zeittypische historisierende Elemente. Verputzte Straßenseite mit Krüppelwalmdach, hofseitig erkerartiger Fachwerkvorbau. Verschiefertes Dach.                                            | um 1900               | 129988 DDB |
| Bild gesucht BW |                                                    | Rheinstraße 3 LageFlur: 20, Flurstück: 55                                                                                       | |                       | 129989 DDB |
| Wasserturm      | Wasserturm                                         | Rheinstraße 5 LageFlur: 17, Flurstück: 215/1                                                                                    | Wasserturm der 1868 in Mittelheim gegründeten und ab 1871 in Geisenheim ansässigen Schaumweinkellerei Gebrüder Hoehl. Die Sektfabrik wurde 1917 von Matheus Müller aus Eltville am Rhein aufgekauft, der Firmensitz 1930 dorthin verlegt. Heute Teil des Kapellenhofes.     | Ende 19. Jhd.         | 130090 DDB |
| weitere Bilder  | Ehemaliger Zehnthof / Gutsausschank Kapellengarten | Rheinstraße 7, Rheinstraße, Müller-Thurgau-Straße 12 LageFlur: 17, 18, Flurstück: 210/1, 211, 1/1, 120/1, 3, 37/2, 38/4, 7/7, 8 | Ehem. Zehnthof des Mainzer Domkapitels, später Weinhandlung von Lade. Ab 1850 Weingut Burgeff und Geburtsort des Botanikers Hans Burgeff (1883–1976). Danach Weingut Ohlig, dann Weingut Graf von Francken-Sierstorpff. Heute Kapellenhof mit Gutsausschank Kapellengarten. | Haupthaus erbaut 1899 | 129992 DDB |

### Römerberg
| Bild            | Bezeichnung | Lage                                                                           | Beschreibung | Bauzeit | Objekt-Nr. |
| --------------- | ----------- | ------------------------------------------------------------------------------ | ------------ | ------- | ---------- |
| Bild gesucht BW |             | Römerberg 1 LageFlur: 17, Flurstück: 157/1                                     |              |         | 129857 DDB |
| Bild gesucht BW |             | Römerberg 1a, Winkeler Straße LageFlur: 14, 15, Flurstück: 1/2, 42/1           |              | 1906–07 | 129861 DDB |
|                 |             | Römerberg 9 LageFlur: 14, Flurstück: 20/1                                      |              |         | 129863 DDB |
|                 |             | Römerberg 10, An der Kirchstraße LageFlur: 14, Flurstück: 133/10, 23/11, 23/12 |              |         | 129858 DDB |

### Rüdesheimer Straße
| Bild                         | Bezeichnung                                 | Lage | Beschreibung | Bauzeit                                                                           | Objekt-Nr. |
| ---------------------------- | ------------------------------------------- | --- | --- | --------------------------------------------------------------------------------- | ---------- |
| Brunnen                      | Brunnen                                     | Rüdesheimer Straße LageFlur: 20, Flurstück: 60/16                                                                                       | klassizistischer Laufbrunnen aus rotem Sandstein, einer von ursprünglich 18 Brunnen, die mit Erneuerung der Wasserleitung kurz nach 1820 errichtet wurden. 1973 erneuert. |                                                                                   | 129993 DDB |
| weitere Bilder               | Villa Monrepos                              | Rüdesheimer Straße 5, Lachacker, Rüdesheimer Straße LageFlur: 22, Flurstück: 135/72, 157/70, 158/70, 159/70, 160/70, 200/70, 70/2, 76/3 | Schlossartige Villa, erbaut von Eduard von Lade mit Parkanlage | 1860–63                                                                           | 129995 DDB |
| ehemaliges Bürgermeisterhaus | ehemaliges Bürgermeisterhaus                | Rüdesheimer Straße 7 LageFlur: 19, Flurstück: 1/15                                                                                      | Ehemaliges Bürgermeisterhaus an der Ecke Dr. Schramm-Straße. Eingeschossiges Wohnhaus mit hohem, ausgebautem Satteldach. Etwa zeitgleich mit der benachbarten Rheingauschule errichtet, werden auch hier in der Putzfassade mit Bruchsteinsockel und Sandsteingewänden, kleinem Eckerker und Schieferdach, traditionelle Formen und Materialien eingesetzt. Wichtige städtebauliche Position am westlichen Ortseingang. | 1928                                                                              | 129994 DDB |
| Haus Rhenania                | Haus Rhenania                               | Rüdesheimer Straße 16 LageFlur: 22, Flurstück: 164/67, 68/1                                                                             | Freistehende klassizistische Villa, gegenüber dem Park der Villa Monrepos gelegen. Im Hof ruinöse Reste einer ehemals zugehörigen Remise. | Mitte des 19. Jhs.                                                                | 130093 DDB |
| Hofanlage                    | Hofanlage                                   | Rüdesheimer Straße 23 LageFlur: 20, Flurstück: 92/38                                                                                    | Traufständiger, zweigeschossiger Massivbau mit Krüppelwalmdach und seitlicher Hofdurchfahrt. An das Wohnhaus östlich anschließend ein kleiner Wirtschaftsbau mit zwei ovalen Fenstern. | 18. Jh.                                                                           | 129996 DDB |
| Hofanlage                    | Hofanlage                                   | Rüdesheimer Straße 25/27 LageFlur: 20, Flurstück: 41/2, 42/1                                                                            | Langgestreckter Massivbau mit flachgeneigtem Walmdach und mittiger Hofdurchfahrt. |                                                                                   | 130000 DDB |
| Haus Lade                    | Ehemaliges Haus Lade                        | Rüdesheimer Straße 26 LageFlur: 22, Flurstück: 64                                                                                       | Wohn- und Geschäftshaus des Weinhändlers F.A. Lade, Vater von Eduard von Lade. Erbaut nach Plänen von Philipp Hoffmann | 1838                                                                              | 129997 DDB |
| weitere Bilder               | FAG Weinanalytik und Getränkeforschung      | Rüdesheimer Straße 28 LageFlur: 22, Flurstück: 61/2                                                                                     | Ehem. Wohnhaus (Villa Hoehl) mit jüngeren, nördlich anschließenden, rechtwinklig angelegten Wirtschaftsgebäuden. Heute Bestandteil der Hochschule. Stattlicher freistehender Massivbau. Klarer, rechteckiger, wohlproportionierter Baukörper von sieben zu fünf Achsen. | frühes 19. Jh.                                                                    | 129998 DDB |
| weitere Bilder               | Usulinen-Institut St. Josef                 | Rüdesheimer Straße 30 LageFlur: 20, Flurstück: 18/6                                                                                     | Neugotischer, dreigeschossiger Bau mit ausgeprägter Ecklösung | 1904                                                                              | 130115 DDB |
| weitere Bilder               | Kavaliershaus (Ursulinenschule)             | Rüdesheimer Straße 30 LageFlur: 20, Flurstück: 18/6                                                                                     | ehemaliger Gartenpavillon |                                                                                   | 129999 DDB |
| weitere Bilder               | Kronberger Hof (Ursulinenschule)            | Rüdesheimer Straße 30 LageFlur: 20, Flurstück: 18/6                                                                                     | ehemaliger Adelshof | 2. Hälfte des 16. Jahrhunderts                                                    | 130114 DDB |
| weitere Bilder               | Ehemaliger Eberbacher Hof (Ursulinenschule) | Rüdesheimer Straße 32 LageFlur: 20, Flurstück: 15                                                                                       | ehemaliger Wirtschaftshof des Zisterzienserklosters Eberbach; Elternhaus des Architekten Philipp Hoffmann | Wohnhaus 1705–1708 errichtet unter Abt Michael Schnock, 1757 grundlegend umgebaut | 130085 DDB |
| Gasthaus Zur Post            | Gasthaus zur kleinen Post                   | Rüdesheimer Straße 33a/35 LageFlur: 20, Flurstück: 70/50                                                                                | | Anfang 19. Jhd.                                                                   | 130087 DDB |
| weitere Bilder               | Ehemaliges Palais Ostein (Ursulinenschule)  | Rüdesheimer Straße 34 LageFlur: 20, Flurstück: 18/6                                                                                     | ehemaliger Adelssitz des Grafen Johann Friedrich Karl Maximilian von Ostein | 1766–1771                                                                         | 130086 DDB |
| weitere Bilder               | Rathaus                                     | Rüdesheimer Straße 48 LageFlur: 17, Flurstück: 115                                                                                      | repräsentativer klassizistischer Typenbau in Massivbauweise | 1856/57                                                                           | 130088 DDB |

### Steinheimerstraße
| Bild            | Bezeichnung        | Lage                                                    | Beschreibung | Bauzeit | Objekt-Nr. |
| --------------- | ------------------ | ------------------------------------------------------- | ------------ | ------- | ---------- |
| Bild gesucht BW |                    | Steinheimerstraße 3 LageFlur: 17, Flurstück: 207        |              |         | 130001 DDB |
|                 |                    | Steinheimerstraße 4 LageFlur: 17, Flurstück: 201        |              |         | 130002 DDB |
| Bild gesucht BW |                    | Steinheimerstraße 6 LageFlur: 18, Flurstück: 12/10      |              |         | 129924 DDB |
| Bild gesucht BW | Wegbild Kreuzigung | Steinheimerstraße 6 LageFlur: 18, Flurstück: 12/10      |              |         | 130003 DDB |
| Bild gesucht BW |                    | Steinheimerstraße 7 LageFlur: 17, Flurstück: 203/1, 204 |              |         | 130004 DDB |

### Von-Lade-Straße
| Bild            | Bezeichnung                                                                             | Lage | Beschreibung | Bauzeit           | Objekt-Nr. |
| --------------- | --------------------------------------------------------------------------------------- | --- | --- | ----------------- | ---------- |
| Kreuz           | Kreuz                                                                                   | Von-Lade-Straße 1 (Ecke Falterstraße/Hospitalstraße) LageFlur: 21, Flurstück: 3/6                                                             | Kopie eines barocken Wegekreuzes. Laut Stifterinschrift von Johannes Adam Wittmann und seiner Ehefrau Elisabeth zur Ehre Gottes am Pilgerweg nach Nothgottes und Marienthal errichtet. | Original von 1757 | 129975 DDB |
| weitere Bilder  | Ehemalige Forschungsanstalt für Wein-, Obst- und Gartenbau, jetzt Hochschule Geisenheim | Von-Lade-Straße 1, Hospitalstraße, Beinstraße LageFlur: 21, Flurstück: 15, 2, 20, 30/1, 30/2, 3/6, 36/3, 39/29, 40/29, 46/3, 60/3, 63/27, 9/2 | eröffnet 1872 auf Betreiben Eduard von Lades. Die Anlage umfasst das Hauptverwaltungsgebäude, das Müller-Thurgau-Haus, ein Gartenhaus und einen Park mit verschiedenen Denkmälern.     |                   | 130005 DDB |
| Bild gesucht BW | Ehemalige Forschungsanstalt für Wein-, Obst- und Gartenbau, jetzt Hochschule Geisenheim | Von-Lade-Straße 2 LageFlur: 43, Flurstück: 32                                                                                                 | Institutsgebäude im ehemaligen Obstmuttergarten |                   | 130122 DDB |

### Winkeler Straße
| Bild | Bezeichnung | Lage                                                                                     | Beschreibung | Bauzeit                                      | Objekt-Nr. |
| --- | --- | ---------------------------------------------------------------------------------------- | --- | -------------------------------------------- | ---------- |
| weitere Bilder | Ehemaliger Hof der Mainzer Jesuiten                                                                                                   | Winkeler Straße 47/47a LageFlur: 17, Flurstück: 119/1                                    | Winkelförmiger Komplex barocker Massivgebäude mit voluminösen Mansarddach. | Mitte des 18. Jhs.                           | 130007 DDB |
| Wohn- und Geschäftshaus | Wohn- und Geschäftshaus | Winkeler Straße 52 LageFlur: 17, Flurstück: 136/3                                        | Über massivem Erdgeschoss zweifach auskragende Fachwerkgeschosse. Hohes verschiefertes Satteldach. | um 1505/06                                   | 130008 DDB |
| Ehemaliger Frankfurter Hof | Ehemaliger Frankfurter Hof | Winkeler Straße 57 LageFlur: 17, Flurstück: 154/11                                       | Ehemaliges Hotel und Gasthaus „Frankfurter Hof“. Voluminöser, massiver Barockbau mit verschiefertem Mansarddach über rechteckigem Grundriss. | Mitte des 18. Jhs.                           | 130009 DDB |
| weitere Bilder | Schloss Schönborn (Sachgesamtheit) | Winkeler Straße 64/66, Winkeler Straße LageFlur: 15, Flurstück: 115/11, 11/7, 12, 13, 14 | ehemaliger Stockheimer Hof | um 1550                                      | 130010 DDB |
| weitere Bilder | Villa | Winkeler Straße 72 LageFlur: 13, Flurstück: 630/120                                      | Gegenüber der Schule gelegene Villa. Einfacher traufständiger Baukörper mit Satteldach über quadratischem Grundriss. Handwerklich anspruchsvoll ausgeführte Schaufassade mit schmückenden Details. | letztes Viertel des 19. Jhs.                 | 130011 DDB |
| weitere Bilder | Hofreite mit freistehendem Wohnhaus                                                                                                   | Winkeler Straße 73 LageFlur: 14, Flurstück: 27                                           | Hofreite als einheitliche Anlage, bestehend aus freistehendem Wohnhaus und winkelförmig den Hof umgrenzenden Wirtschaftsgebäuden und Mauereinfriedung. Wohngebäude mit gotisierenden Formen (u. a. Maßwerkfriese, Treppengiebel), Nebengebäude aus unverputztem Backsteinmauerwerk in stilistisch angepassten, jedoch einfacheren Formen. Erbaut durch Philipp Hartmann (Bauunternehmer). Elternhaus des Geisenheimer Architekten Georg Hartmann (1869-1956). | 1864–65                                      | 130012 DDB |
| weitere Bilder | Doppelvilla | Winkeler Straße 74/76 LageFlur: 13, Flurstück: 118/2, 574/118                            | Doppelvilla mit streng symmetrisch angeordneten Haushälften. | 1900                                         | 130013 DDB |
| Villa | Villa | Winkeler Straße 78 LageFlur: 13, Flurstück: 117/1                                        | Villa in klassizistischer Formensprache. Dreiachsiger Kubus mit flachem Walmdach und turmartigen Anbau mit Spitzhelm und Eingangsvorbau. | spätes 19. Jh.                               | 130014 DDB |
| Wegekreuz | Wegekreuz | Winkeler Straße 79 LageFlur: 14, Flurstück: 32/2                                         | Geschwungener Sockel aus hellem Sandstein. Auf dem Kreuzfuß Relief einer Taube mit Palmzweig. Im Sockel Spruchinschrift: „WENN DU WILLST, IST AUF DEINEN WEGEN GOTT ZUGEGEN“. Ursprünglicher Standort weiter östlich bei Haus Nr. 82. | 18. Jh., nach 2000 durch eine Kopie ersetzt. | 130016 DDB |
| weitere Bilder | Evangelisches Pfarramt | Winkeler Straße 83 LageFlur: 13, Flurstück: 122/1                                        | Im Jugendstil als Wohnhaus mit Verlag und Druckerei im Auftrag von Arthur Jander (Drucker und Zeitungsverleger) errichtet. Architekt: Georg Hartmann, Geisenheim. Seit 1937 Pfarrhaus der evangelischen Kirchengemeinde. Quadratischer Baukörper mit hohem, verschiefertem Krüppelwalmdach mit zentral vorgesetztem Treppenturm mit barockisierender Haube.                                                                                                   | 1911                                         | 130015 DDB |
| weitere Bilder | Emely-Salzig-Schule | Winkeler Straße 87, Winkeler Straße 85 LageFlur: 13, Flurstück: 123/3, 676/124           | Historisierender Jugendstilbau, Architekt: Georg Hartmann, Geisenheim. Voluminöser, drei- bis viergeschossiger Komplex mit burghaftem Charakter. Gute Ensemblewirkung mit benachbarter ev. Pfarrkirche und gegenüberliegenden Villen. Zugehörig waren eine Turnhalle (Aula) und ein Volksbad. | 1904–09                                      | 130018 DDB |
| weitere Bilder | Evangelische Pfarrkirche | Winkeler Straße 89 LageFlur: 13, Flurstück: 130/1                                        | Neuromanische Hallenkirche nach Plänen des Architekten Ludwig Hofmann aus Herborn. Errichtet aus örtlichem Bruchstein mit heller Marmorgliederung. | 1897                                         | 130019 DDB |
| weitere Bilder | Weingut Schumann von Horadam | Winkeler Straße 91 LageFlur: 13, Flurstück: 135/1                                        | Winkelförmiger Komplex mit langer Straßenfront aus durch Torbau mit ehemaligem Wirtschaftstrakt verbundener spätklassizistischer Villa. | 2. Hälfte des 19. Jhs.                       | 130017 DDB |
| Villa | Villa | Winkeler Straße 92 LageFlur: 13, Flurstück: 402/105, 405/108                             | Kubus mit flachem Walmdach, asymmetrisch vorgezogener Risalit, davor schmiedeeiserner Balkon. Hell verputztes Gebäude mit kontrastierenden Kanten und Gewänden aus dunklen Klinkerbändern und backsteinsichtigen Brüstungsfeldern gegliedert. | Kurz vor 1900                                | 130020 DDB |
| Wohnhaus | Wohnhaus | Winkeler Straße 93 LageFlur: 13, Flurstück: 139/6                                        | Augenscheinlich früher zum Nachbarhaus (Nr. 95/97) gehöriges kleines Wohnhaus (ehem. Kutscherhaus?). Eingeschossig mit flachem Krüppelwalmdach, repräsentativ gestaltet durch auffällig gestalteten, zweigeschossigen Mitteltrakt. Fassade aus gelben Ziegeln mit Sandsteingliederung. | Kurz vor 1900                                | 130021 DDB |
| Doppelwohnhaus | Doppelwohnhaus | Winkeler Straße 95/97 LageFlur: 13, Flurstück: 139/4, 139/6                              | Stattlich dimensioniertes, freistehendes Doppelwohnhaus mit Satteldach. Der einfache, klare Baukörper steht im Gegensatz zum Formenreichtum der benachbarten Villen. Fassade aus zweifarbigem Ziegelmauerwerk auf Bruchsteinsockel. | Ende des 19. Jhs.                            | 130022 DDB |
| weitere Bilder | Villa | Winkeler Straße 96 LageFlur: 13, Flurstück: 444/102                                      | Kleine Villa innerhalb einer Gruppe ähnlicher Bauten. Straßenseitig eingeschossig wirkend, rückseitig ein turmartiger, zweigeschossiger Bauteil mit hohem, steilem Walmdach. Kontrastreiche Fassadengliederung durch Putzflächen und Ziegelbändern. | Ende des 19. Jhs.                            | 130023 DDB |
| Villa | Villa | Winkeler Straße 98 LageFlur: 13, Flurstück: 416/100, 443/101                             | Rechteckiger Baukörper mit seitlichem, spitzhaubig bekröntem Turm. Über Erkervorsprung im Erdgeschoss Balkon mit reich ornamentierter, schmiedeeiserner Brüstung in Neorokoko-Formen. | 1899                                         | 130024 DDB |
| Ehemalige Fabrikantenvilla der Firma Val. Waas, Maschinenfabrik und Eisenkonstruktionen, Spezialfabrik für Obst- und Gemüseverwertung | Ehemalige Fabrikantenvilla der Firma Val. Waas, Maschinenfabrik und Eisenkonstruktionen, Spezialfabrik für Obst- und Gemüseverwertung | Winkeler Straße 100 LageFlur: 13, Flurstück: 98/1                                        | Traufständiges, langgestrecktes Wohnhaus mit mittlerem erhöhten Giebelfeld. Die Fabrikgebäude mit der Firmenaufschrift auf dem First schließen sich hinter der Villa an. | um 1900                                      | 130025 DDB |
| weitere Bilder | Villa | Winkeler Straße 103, Winkeler Straße LageFlur: 13, Flurstück: 146/2, 146/3               | Opulente und durch ihr Bauvolumen eindrucksvolle, vielleicht von der Schaumweinfabrikantenfamilie Hoehl erbaute Villa in neoklassizistischen Formen. Kubus mit flachem Walmdach auf etwa quadratischem Grundriss. Eckturm mit hohem Pyramidendach. | 1892                                         | 130026 DDB |
| Bild gesucht BW | Villa Clara | Winkeler Straße 111 LageFlur: 13, Flurstück: 153/1                                       | | um 1905                                      | 130027 DDB |
| Bild gesucht BW | | Winkeler Straße 113 LageFlur: 13, Flurstück: 1046/154                                    | Architekt: Georg Hartmann | 1902–03                                      | 130028 DDB |
| Bild gesucht BW | | Winkeler Straße 115 LageFlur: 13, Flurstück: 1047/155                                    | | 1910                                         | 130029 DDB |

### Zollstraße
| Bild                     | Bezeichnung              | Lage                                                                                   | Beschreibung | Bauzeit | Objekt-Nr. |
| ------------------------ | ------------------------ | -------------------------------------------------------------------------------------- | ------------ | ------- | ---------- |
| Alte Pfarrschule         | Alte Pfarrschule         | Zollstraße 4 LageFlur: 17, Flurstück: 190                                              |              | um 1700 | 130031 DDB |
| Hl. Johannes von Nepomuk | Hl. Johannes von Nepomuk | Zollstraße 8 LageFlur: 14, Flurstück: 115                                              |              |         | 130035 DDB |
| Bild gesucht BW          | Kath. Pfarrhof           | Zollstraße 8, Zollstraße 5a, Zollstraße LageFlur: 14, 17, Flurstück: 112–115, 143, 218 |              |         | 130032 DDB |
| Bild gesucht BW          |                          | Zollstraße 16 LageFlur: 14, Flurstück: 126/1                                           |              |         | 130033 DDB |
| weitere Bilder           | Pfefferzoll              | Zollstraße 21/22 LageFlur: 14, Flurstück: 129, 131/2                                   |              |         | 130034 DDB |

### Außerhalb der Ortslage
| Bild                               | Bezeichnung                                | Lage                                                                                    | Beschreibung | Bauzeit                         | Objekt-Nr. |
| ---------------------------------- | ------------------------------------------ | --------------------------------------------------------------------------------------- | --- | ------------------------------- | ---------- |
| Bild gesucht BW                    | Leinpfad                                   | Außerhalb der Ortslage 1 (Leinpfad) LageFlur: 23, Flurstück: 6/1, 6/23, 6/24, 6/39      | |                                 | 130126 DDB |
| weitere Bilder                     | Hofgut Nothgottes                          | Außerhalb der Ortslage 2 (Hofgut Nothgottes) LageFlur: 32, Flurstück: 37/12             | Ökonomiehof | entstanden um 1900              | 130030 DDB |
| weitere Bilder                     | Ehemaliges Hofgut Plixholz                 | Außerhalb der Ortslage 3 (Blixholz) LageFlur: 32, Flurstück: 7                          | Nur wenige Mauerreste zeugen von dem, Anfang des 19. Jh., aufgegebenen, einstigen Hofgutes der Brömser von Rüdesheim. | 14. Jh.                         | 130048 DDB |
| weitere Bilder                     | Ehem. Forsthaus Weißenturm                 | Außerhalb der Ortslage 4 (Hof Weißenturm) LageFlur: 36, Flurstück: 12                   | ehemaliges Bollwerk des Rheingauer Gebücks, später Forsthaus | heutiges Gebäude 1808 errichtet | 130006 DDB |
| Antoniuskapelle                    | Antoniuskapelle                            | Außerhalb der Ortslage 5 (Antoniuskapelle) LageFlur: 33, Flurstück: 11/2                | Pilgerkapelle, errichtet durch die Kapuziner von Nothgottes | 1744, erneuert 1994             | 130042 DDB |
| weitere Bilder                     | Kapelle am Müllerwäldchen                  | Außerhalb der Ortslage 6 (Muhl) LageFlur: 54, Flurstück: 2/2                            | |                                 | 130091 DDB |
| weitere Bilder                     | Kapelle zur Jungfrau der Armen von Banneux | Außerhalb der Ortslage 7 (Silze) LageFlur: 45, Flurstück: 39/2                          | | 1974                            | 130041 DDB |
| Bild gesucht BW                    | Brücke                                     | Außerhalb der Ortslage 8 (Blaubach Eibinger Weg) LageFlur: 46, Flurstück: 30            | Gewölbte Brücke aus Bruchsteinmauerwerk über den Blaubach |                                 | 130133 DDB |
| Ruhe                               | Ruhe                                       | Außerhalb der Ortslage 9 (Eckergrube) LageFlur: 55, Flurstück: 85/3                     | Langer Sandsteinquader auf zwei Sandsteinpfosten. Die Konstruktion ermöglichte den Weinbergarbeitern das Ab- und Aufsetzen schwerer Rückentraglasten im Stand. Eine Stehpause (Ruhe) mit voller Mistkiepe oder vollem Traubenlegel (Butt) war so möglich. |                                 | 130138 DDB |
| Bild gesucht BW                    | Friedhof, Lapidarium                       | Außerhalb der Ortslage 10 (Heidestraße 80) LageFlur: 45, Flurstück: 12/3                | |                                 | 130146 DDB |
| weitere Bilder                     | Echterquelle                               | Außerhalb der Ortslage 11 (Lach-Aue) LageFlur: 23, Flurstück: 3/8                       | | erbohrt 1913                    | 130037 DDB |
| weitere Bilder                     | Wasserwerk Geisenheim                      | Außerhalb der Ortslage 12 (Kilzberg) LageFlur: 59, Flurstück: 43                        | | 1920/30er Jahre                 | 130134 DDB |
| Bildstock zur Schmerzhaften Mutter | Bildstock zur Schmerzhaften Mutter         | Außerhalb der Ortslage 13 (Rothenberg) LageFlur: 58, Flurstück: 38/1                    | |                                 | 130128 DDB |
| weitere Bilder                     | Bildstock Ave Maria                        | Außerhalb der Ortslage 14 (Kieserweg 1, Kilzberg) LageFlur: 48, 59, Flurstück: 19/1, 43 | |                                 | 130043 DDB |
| Bildstock Ölberg                   | Bildstock Ölberg                           | Außerhalb der Ortslage 15 (Heidestücker) LageFlur: 48, Flurstück: 14                    | | nach Inschrift 1699             | 130040 DDB |
| weitere Bilder                     | Bildstock St. Walburgis und Grenzsteine    | Außerhalb der Ortslage 16 (Sommerberg) LageFlur: 47, Flurstück: 25/2                    | |                                 | 130127 DDB |
| Bildstock Fegefeuer                | Bildstock Fegefeuer                        | Außerhalb der Ortslage 17 (Silze) LageFlur: 45, Flurstück: 39/2                         | | nach Inschrift 1720             | 130039 DDB |
| weitere Bilder                     | Wallfahrtskreuz der Schmerzhaften Mutter   | Außerhalb der Ortslage 18 (Rothenberg) LageFlur: 58, Flurstück: 35                      | |                                 | 130044 DDB |
| weitere Bilder                     | Wegekreuz am Kilzberg                      | Außerhalb der Ortslage 19 (Kilzberg) LageFlur: 59, Flurstück: 45                        | |                                 | 130139 DDB |
| Bild gesucht BW                    | Wegekreuz am Kläuserweg                    | Außerhalb der Ortslage 20 (Kläuserweg) LageFlur: 62, Flurstück: 91                      | |                                 | 130046 DDB |
| weitere Bilder                     | Wegekreuz am Nothgottesweg                 | Außerhalb der Ortslage 21 (Sommerberg) LageFlur: 46, Flurstück: 39                      | |                                 | 130121 DDB |
| weitere Bilder                     | Kreuz auf dem Rothenberg                   | Außerhalb der Ortslage 22 (Rothenberg) LageFlur: 58, Flurstück: 61                      | |                                 | 130045 DDB |

## Johannisberg

### Gesamtanlagen mit besonderem Ensembleschutz
| Bild | Bezeichnung                                                             | Lage | Beschreibung | Bauzeit | Objekt-Nr. |
| --- | ----------------------------------------------------------------------- | ---- | --- | ------- | ---------- |
| Gesamtanlage I,Schlossberg Johannisberg mit Schloss, Park und Weinberg                                                            | Gesamtanlage I, Schlossberg Johannisberg mit Schloss, Park und Weinberg | Lage | Die Gesamtanlage I umfasst den gesamten Schlossberg mit Park und Weinberg |         | 130118 DDB |
| Bild gesucht [[Vorlage:Bilderwunsch/code!/C:50.00368,7.97977!/D:Gesamtanlage II, Im Flecken / Alter Ortskern Johannisberg!/\|BW]] | Gesamtanlage II, Im Flecken / Alter Ortskern Johannisberg               | Lage | Die Gesamtanlage II umfasst folgende Straßen: Im Flecken 39–73 (Westseite), 20–40 (Ostseite) / Pfarrer-Neuroth-Straße / Obere Borngasse 2 u. 8 / Rosengasse 1–13 (Westseite), 2–16 (Ostseite) / Schulstraße 1–11 (Nordseite) einschl. Brunnenplatz 2–14 (Südseite) / Schweizertal 1–7 einschl. Brunnenplatz / Untere Brunnengasse 1–15 |         | 130102 DDB |
| Bild gesucht [[Vorlage:Bilderwunsch/code!/C:49.99736,7.97918!/D:Gesamtanlage III, Im Grund!/\|BW]]                                | Gesamtanlage III, Im Grund                                              | Lage | Die Gesamtanlage II umfasst folgende Straßen: Am Morschberg 1 u. 2 / Im Grund 3–65 (Westseite) / Peter-Cornelius-Straße 1–5 |         | 130103 DDB |

### Am Erntebringer
| Bild            | Bezeichnung    | Lage                                                                | Beschreibung                                               | Bauzeit                                       | Objekt-Nr. |
| --------------- | -------------- | ------------------------------------------------------------------- | ---------------------------------------------------------- | --------------------------------------------- | ---------- |
| Bild gesucht BW | Kriegerdenkmal | Am Erntebringer (neben Rosengasse 2) LageFlur: 18, Flurstück: 75/9  | Denkmal in Gedenken an die Teilnehmer des Krieges 1870–71. | 1898                                          | 130072 DDB |
| Bild gesucht BW | Villa Mumm     | Am Erntebringer 12, In der Otzensang LageFlur: 1, Flurstück: 76, 78 |                                                            | 1823 mit Veränderungen aus dem späten 19. Jh. | 130078 DDB |

### Am Morschberg
| Bild            | Bezeichnung          | Lage                                         | Beschreibung | Bauzeit                                              | Objekt-Nr. |
| --------------- | -------------------- | -------------------------------------------- | ------------ | ---------------------------------------------------- | ---------- |
| Bild gesucht BW | Peter-Cornelius-Haus | Am Morschberg 2 LageFlur: 21, Flurstück: 525 |              | um 1810                                              | 130051 DDB |
| Bild gesucht BW |                      | Am Morschberg 3 LageFlur: 21, Flurstück: 523 |              | 1893/94, Turm mit Aufzug 1904, Treppenhausanbau 1912 | 130066 DDB |

### Badpfad
| Bild                                 | Bezeichnung                                | Lage | Beschreibung | Bauzeit | Objekt-Nr. |
| ------------------------------------ | ------------------------------------------ | --- | ------------ | ------- | ---------- |
| weitere Bilder                       | Ehem. Kurhaus – Hotel Kloster Johannisberg | Badpfad 1, Kanzler-Metternich-Straße, Kahlenberg, in der Weiherwiese, Badpfad LageFlur: 1, Flurstück: 26/2, 26/3, 26/6, 27, 28, 29, 31/4, 37/3 |              | 1856    | 130052 DDB |
| Ehem. Klosterkirche Maria Immaculata | Ehem. Klosterkirche Maria Immaculata       | Badpfad 1 LageFlur: 1, Flurstück: 27 |              | 1928    | 130052 DDB |

### Grund
| Bild               | Bezeichnung                | Lage                                                                        | Beschreibung | Bauzeit                                               | Objekt-Nr. |
| ------------------ | -------------------------- | --------------------------------------------------------------------------- | ------------ | ----------------------------------------------------- | ---------- |
|                    |                            | Grund 2 LageFlur: 1, Flurstück: 204                                         |              | 1910/11                                               | 129871 DDB |
|                    |                            | Grund 10 LageFlur: 1, Flurstück: 208                                        |              | 1836, Erweiterung 1908/09                             | 129872 DDB |
| Bild gesucht BW    |                            | Grund 12 LageFlur: 1, Flurstück: 209                                        |              | Mitte 19. Jh.                                         | 129873 DDB |
| Bild gesucht BW    | Ehem. Brauweiler Hof       | Grund 15 LageFlur: 21, Flurstück: 112/5                                     |              | Keller 1640, 1737 Neuerrichtung Vorder- u. Kelterhaus | 130057 DDB |
| Bild gesucht BW    | Mauer und Wandbrunnen      | Grund 19 LageFlur: 21, Flurstück: 116/3                                     |              | 1828                                                  | 130125 DDB |
| Bild gesucht BW    |                            | Grund 26 LageFlur: 21, Flurstück: 193                                       |              | 1842                                                  | 129874 DDB |
| Bild gesucht BW    |                            | Grund 27 LageFlur: 21, Flurstück: 126/2                                     |              | um 1600, Veränderungen im 18./19. Jh.                 | 129875 DDB |
| Bild gesucht BW    | Weingut Dr. Giez           | Grund 35/37 LageFlur: 21, Flurstück: 351/136, 352/138                       |              |                                                       | 130058 DDB |
| Bild gesucht BW    |                            | Grund 47 LageFlur: 21, Flurstück: 152/3                                     |              | um 1900                                               | 129876 DDB |
| Bild gesucht BW    |                            | Grund 49 LageFlur: 21, Flurstück: 152/1                                     |              | 16./17. Jh.                                           | 129877 DDB |
| weitere Bilder     | Johannishof (Weingut Eser) | Grund 63 LageFlur: 1, Flurstück: 240                                        |              |                                                       | 130059 DDB |
| Wegekreuz im Grund | Wegekreuz im Grund         | Höllenkopf (gegenüber Grund 63) LageFlur: 1, Flurstück: 40                  |              | 18. Jh.                                               | 130061 DDB |
| Bild gesucht BW    | Schamari-Mühle             | Grund 65, Grund, Grund 65a LageFlur: 1, Flurstück: 241/1, 241/2, 242/1, 243 |              | 1816                                                  | 130060 DDB |
| Bild gesucht BW    | Heiligenhäuschen im Grund  | Grund 65/65a LageFlur: 1, Flurstück: 241/1, 242/1                           |              |                                                       | 130056 DDB |

### Hansenbergallee
| Bild           | Bezeichnung        | Lage                                             | Beschreibung | Bauzeit | Objekt-Nr. |
| -------------- | ------------------ | ------------------------------------------------ | ------------ | ------- | ---------- |
| weitere Bilder | Schloss Hansenberg | Hansenbergallee 13 LageFlur: 2, Flurstück: 374/2 |              | 1825    | 130050 DDB |

### Hintergasse
| Bild            | Bezeichnung | Lage                                       | Beschreibung | Bauzeit | Objekt-Nr. |
| --------------- | ----------- | ------------------------------------------ | ------------ | ------- | ---------- |
| Bild gesucht BW |             | Hintergasse 2 LageFlur: 18, Flurstück: 2/1 |              | um 1800 | 129864 DDB |

### Hohlweg
| Bild            | Bezeichnung       | Lage                                   | Beschreibung | Bauzeit | Objekt-Nr. |
| --------------- | ----------------- | -------------------------------------- | ------------ | ------- | ---------- |
| Bild gesucht BW | Reliefbild Deesis | Hohlweg 9 LageFlur: 21, Flurstück: 519 |              |         | 130144 DDB |

### Im Flecken
| Bild            | Bezeichnung        | Lage                                                    | Beschreibung                                             | Bauzeit                                               | Objekt-Nr. |
| --------------- | ------------------ | ------------------------------------------------------- | -------------------------------------------------------- | ----------------------------------------------------- | ---------- |
| Bild gesucht BW | Altes Landhaus     | Im Flecken 30 LageFlur: 18, Flurstück: 119/1            | Gasthaus Altes Landhaus, vorher Gasthaus Blücherschenke. | 1714, Erweiterung um 1800                             | 130053 DDB |
| Bild gesucht BW | Ehem. Barbarastift | Im Flecken 38 LageFlur: 18, Flurstück: 45/2             |                                                          | 1848                                                  | 130054 DDB |
| Bild gesucht BW |                    | Im Flecken 39 LageFlur: 19, Flurstück: 200              |                                                          | 17. Jh.                                               | 129865 DDB |
| Bild gesucht BW |                    | Im Flecken 43 LageFlur: 18, Flurstück: 282/135          |                                                          | frühes 16. Jh., Traufseite im frühen 19. Jh. erneuert | 129866 DDB |
| Bild gesucht BW |                    | Im Flecken 45/45a LageFlur: 18, Flurstück: 141/4, 141/7 |                                                          |                                                       | 129867 DDB |
| Bild gesucht BW | Kölner Villa       | Im Flecken 45b LageFlur: 18, Flurstück: 141/5           |                                                          | 1873                                                  | 130079 DDB |
| Bild gesucht BW | Altes Rathaus      | Im Flecken 55 LageFlur: 18, Flurstück: 124              |                                                          | 16. Jh.                                               | 130055 DDB |
| Bild gesucht BW |                    | Im Flecken 65 LageFlur: 18, Flurstück: 21/10            |                                                          | 17. Jh.                                               | 129868 DDB |
| Bild gesucht BW |                    | Im Flecken 67 LageFlur: 18, Flurstück: 18/1             |                                                          | 17. Jh.                                               | 129869 DDB |
| Bild gesucht BW |                    | Im Flecken 73 LageFlur: 18, Flurstück: 15/3             |                                                          | vermutlich 17. Jh.                                    | 129870 DDB |

### Kanzler-Metternich-Straße
| Bild            | Bezeichnung              | Lage                                                                                              | Beschreibung | Bauzeit | Objekt-Nr. |
| --------------- | ------------------------ | ------------------------------------------------------------------------------------------------- | ------------ | ------- | ---------- |
| Bild gesucht BW | Friedhofskreuz           | Kanzler-Metternich-Straße (Friedhof) LageFlur: 1, Flurstück: 52/1                                 |              | 1754    | 130124 DDB |
| Bild gesucht BW | Metternich`sches Hofhaus | Kanzler-Metternich-Straße 6/4, Kanzler-Metternich-Straße LageFlur: 1, Flurstück: 35/1, 35/2, 67/5 |              | 1827    | 130062 DDB |

### Niclas-Vogt-Straße
| Bild            | Bezeichnung | Lage                                             | Beschreibung | Bauzeit        | Objekt-Nr. |
| --------------- | ----------- | ------------------------------------------------ | ------------ | -------------- | ---------- |
| Bild gesucht BW |             | Niclas-Vogt-Straße 2 LageFlur: 2, Flurstück: 291 |              | spätes 17. Jh. | 130065 DDB |

### Obere Brunnengasse
| Bild            | Bezeichnung | Lage                                            | Beschreibung | Bauzeit                        | Objekt-Nr. |
| --------------- | ----------- | ----------------------------------------------- | ------------ | ------------------------------ | ---------- |
| Bild gesucht BW |             | Obere Brunnengasse 8 LageFlur: 18, Flurstück: 7 |              | Mauerteile aus dem 17./18. Jh. | 129878 DDB |

### Pfarrer-Neuroth-Straße
| Bild            | Bezeichnung | Lage                                                             | Beschreibung | Bauzeit                                               | Objekt-Nr. |
| --------------- | ----------- | ---------------------------------------------------------------- | ------------ | ----------------------------------------------------- | ---------- |
| Bild gesucht BW |             | Pfarrer-Neuroth-Straße 1 LageFlur: 18, Flurstück: 93/1           |              | 1560 Änderungen in der Fachwerkfassade 1662/3 u. 1758 | 130063 DDB |
| Bild gesucht BW |             | Pfarrer-Neuroth-Straße 4/6 LageFlur: 19, Flurstück: 232/1, 232/2 |              | um 1802/03, Wohnhaus im Hof Mitte 19. Jh.             | 130064 DDB |

### Poststraße
| Bild            | Bezeichnung            | Lage                                       | Beschreibung | Bauzeit | Objekt-Nr. |
| --------------- | ---------------------- | ------------------------------------------ | ------------ | ------- | ---------- |
| Bild gesucht BW | Ehemaliges Postgebäude | Poststraße 4 LageFlur: 20, Flurstück: 59/1 |              | 1902    | 130067 DDB |

### Rosengasse
| Bild            | Bezeichnung         | Lage | Beschreibung | Bauzeit           | Objekt-Nr. |
| --------------- | ------------------- | --- | ------------ | ----------------- | ---------- |
| Bild gesucht BW | Wasserbehälter      | Rosengasse LageFlur: 2, Flurstück: 210/2                                                                                    |              | 1905              | 130135 DDB |
| weitere Bilder  | Ehemalige Schule    | Rosengasse 2 LageFlur: 18, Flurstück: 74/1                                                                                  |              | 1842/43           | 130069 DDB |
| Bild gesucht BW |                     | Rosengasse 14 LageFlur: 18, Flurstück: 65/3                                                                                 |              | 1. Hälfte 19. Jh. | 129879 DDB |
| weitere Bilder  | Burg Schwarzenstein | Rosengasse 32, Rosengasse, Im oberen Vogelsand LageFlur: 2, Flurstück: 178/1, 178/3, 178/4, 178/5, 179, 185/1, 185/2, 185/3 |              | 1873              | 130068 DDB |

### Sand
| Bild            | Bezeichnung     | Lage                                    | Beschreibung | Bauzeit           | Objekt-Nr. |
| --------------- | --------------- | --------------------------------------- | ------------ | ----------------- | ---------- |
| Bild gesucht BW | Weingut Sonneck | Sand 14 LageFlur: 19, Flurstück: 179/11 |              | 2. Hälfte 19. Jh. | 130071 DDB |

### Schloß Johannisberg
| Bild            | Bezeichnung                                              | Lage                                                                                        | Beschreibung | Bauzeit | Objekt-Nr. |
| --------------- | -------------------------------------------------------- | ------------------------------------------------------------------------------------------- | ------------ | ------- | ---------- |
| weitere Bilder  | Pfarrkirche, ehem. Klosterkirche St. Johannes der Täufer | Schloß Johannisberg LageFlur: 1, Flurstück: 172/6                                           |              | 1130    | 129923 DDB |
| weitere Bilder  | Schloss Johannisberg                                     | Schloß Johannisberg LageFlur: 1, Flurstück: 172/6                                           |              |         | 129922 DDB |
| Bild gesucht BW | Schlosspark Johannisberg                                 | Hinter den Eichen (bei Schloß Johannisberg) LageFlur: 1, Flurstück: 152–158, 159/1, 160–169 |              |         | 129921 DDB |

### Schulstraße
| Bild                   | Bezeichnung            | Lage                                                                                    | Beschreibung | Bauzeit                                          | Objekt-Nr. |
| ---------------------- | ---------------------- | --------------------------------------------------------------------------------------- | ------------ | ------------------------------------------------ | ---------- |
| Bild gesucht BW        | Hermannsbrunnen        | Schulstraße LageFlur: 18, Flurstück: 43/2                                               |              | Neuerrichtung 1992 mit Verwendung alter Bauteile | 130070 DDB |
| Bild gesucht BW        | Ehem. Weingut Schmidt  | Schulstraße 12 LageFlur: 18, Flurstück: 110/1                                           |              | 1788                                             | 130073 DDB |
| Weingut G. H. von Mumm | Weingut G. H. von Mumm | Schulstraße 30, An den Schlossterrassen 9/10 LageFlur: 20, Flurstück: 51/10, 51/3, 51/9 |              | 19. Jh.                                          | 130074 DDB |

### Schweizertal
| Bild            | Bezeichnung         | Lage                                        | Beschreibung | Bauzeit              | Objekt-Nr. |
| --------------- | ------------------- | ------------------------------------------- | ------------ | -------------------- | ---------- |
| Bild gesucht BW |                     | Schweizertal 1 LageFlur: 1, Flurstück: 15   |              | 1912, Keller 18. Jh. | 129880 DDB |
| Bild gesucht BW | Hauskreuz           | Schweizertal 2 LageFlur: 18, Flurstück: 6/1 |              |                      | 130077 DDB |
| Bild gesucht BW |                     | Schweizertal 3 LageFlur: 1, Flurstück: 14/1 |              | 1800                 | 129881 DDB |
| Bild gesucht BW | Weingut Schönwetter | Schweizertal 7 LageFlur: 1, Flurstück: 12/1 |              | frühes 17. Jh.       | 130076 DDB |

### Siebenbürgener Straße
| Bild            | Bezeichnung            | Lage                                                  | Beschreibung                                                     | Bauzeit | Objekt-Nr. |
| --------------- | ---------------------- | ----------------------------------------------------- | ---------------------------------------------------------------- | ------- | ---------- |
| Bild gesucht BW | Weingut G. H. von Mumm | Siebenbürgener Straße 1 LageFlur: 20, Flurstück: 48/7 | Zum gegenüber gelegenen Weingut G. H. von Mumm gehörige Scheune. | 1899    | 130075 DDB |

### Außerhalb der Ortslage
| Bild            | Bezeichnung             | Lage                                                                                          | Beschreibung | Bauzeit | Objekt-Nr. |
| --------------- | ----------------------- | --------------------------------------------------------------------------------------------- | ------------ | ------- | ---------- |
| weitere Bilder  | Grenzsteine             | Außerhalb der Ortslage 1 (Kochsberg) LageFlur: 1, Flurstück: 183                              |              |         | 130130 DDB |
| weitere Bilder  | Märzackerweg, Bildstock | Außerhalb der Ortslage 2 (Kochsberg) LageFlur: 1, Flurstück: 184                              |              | 1746    | 130081 DDB |
| Bild gesucht BW | Gefallenenehrenmal      | Außerhalb der Ortslage 3 (Eisenberge – Straße nach Stephanshausen) LageFlur: 3, Flurstück: 19 |              | 1921    | 130080 DDB |

## Marienthal

### Kloster Marienthal
| Bild           | Bezeichnung                         | Lage | Beschreibung | Bauzeit | Objekt-Nr. |
| -------------- | ----------------------------------- | --- | ------------ | ------- | ---------- |
| weitere Bilder | Kloster Marienthal (Sachgesamtheit) | Marienthal, Kloster Marienthal 1, Marienthaler Wald, Loch, Elsterbach, Abtswald LageFlur: 1, 3, 50, Flurstück: 127–132, 140, 93, 94/1, 2, 3, 4/1, 4/2, 5, 9 |              |         | 130038 DDB |

## Stephanshausen

### Hauptstraße
| Bild            | Bezeichnung                         | Lage                                                                                                | Beschreibung | Bauzeit                           | Objekt-Nr. |
| --------------- | ----------------------------------- | --------------------------------------------------------------------------------------------------- | ------------ | --------------------------------- | ---------- |
| Bild gesucht BW | Gefallenenehrenmal                  | Hauptstraße LageFlur: 3, Flurstück: 164/1                                                           |              | Mitte 20. Jh.                     | 130083 DDB |
| Bild gesucht BW | Heiligennische                      | Hauptstraße LageFlur: 3, Flurstück: 98/48                                                           |              | um 1900                           | 130142 DDB |
| weitere Bilder  | Katholische Pfarrkirche St. Michael | Hauptstraße 7a, Kirchweg, Hauptstraße 9, Hauptstraße LageFlur: 3, Flurstück: 159, 162, 163/1, 164/1 |              | 1653 Wiederaufbau, 1749 erweitert | 130082 DDB |
| Bild gesucht BW | Kath. Pfarrhaus                     | Hauptstraße 9 LageFlur: 3, Flurstück: 159                                                           |              | 1837                              | 130084 DDB |
| Bild gesucht BW | Wegekreuz                           | Krautäcker (bei Hauptstraße) LageFlur: 1, Flurstück: 26                                             |              | Anfang 20. Jh.                    | 130141 DDB |